# Hans-Schneider-Preis
Der Hans-Schneider-Preis (englisch Hans Schneider Prize) ist ein Preis für Lineare Algebra der International Linear Algebra Society (ILAS). Er wurde durch eine Stiftung von Hans Schneider ermöglicht und wird seit 1993 in unregelmäßigen Abständen (zuletzt alle drei Jahre) auf den Konferenzen der ILAS vergeben. Er wird für die Lebensleistung oder herausragende Einzelleistungen vergeben und ist mit einer Plakette und einer Vorlesung verbunden.

## Preisträger
- 1993 Miroslav Fiedler, Shmuel Friedland, Israel Gohberg
- 1996 Mike Boyle, David Handelman, Robert C. Thompson
- 1999 Ludwig Elsner
- 2002 Tsuyoshi Ando, Peter Lancaster
- 2005 Richard S. Varga, Richard Brualdi
- 2010 Cleve Moler, Beresford Parlett
- 2013 Thomas Laffey
- 2016 Paul Van Dooren, Rajendra Bhatia
- 2019 Volker Mehrmann, Lek-Heng Lim
- 2022 Pauline van den Driessche, Nicholas J. Higham
- 2025 Chi-Kwong Li, Dario Bini